# Podofyllin
Podofyllin är en hartsliknande drog med bitter smak som utvinns ur roten av Podophyllum peltatum (fotblad). Den verksamma beståndsdelen är podofyllotoxin.

## Egenskaper
Podofyllin varierar i färg från grå till ljust gul eller grönbrun, den förstnämnda är den renaste. Hartspulvret är lösligt i alkohol och starka lösningar av alkalier, såsom ammoniak. Dess sammansättning är något komplex. Det finns säkert minst två hartser i pulvret (som är känt som Podophylli resina), en av dem är löslig och andra olösliga i eter. Var och en av dessa innehåller en aktiv substans, som kan erhållas i kristallin form, och är känd som podofyllotoxin. Den är löslig i alkohol, eter, kloroform och kokande vatten.

## Medicinska användning
Podofyllin har använts för att avlägsna genitala vårtor sedan dess effektivitet visades första gången 1942, även om tillförlitligheten i denna tidiga rapport har ifrågasatts. Det krävs en applicering, utförd av vårdpersonal, av podofyllinharts per vecka på vårtor, som sedan tvättas av efter 4 till 6 timmar. Vaselin kan användas för att skydda normal vävnad nära vårtorna från irritation. Behandlingen sker en gång i veckan i minst 6 veckor eller tills vårtorna försvinner. Medlet är instabilt och måste därför tillredas strax före användning, vilket möjligen har lett till lägre effekt som visas i vissa kliniska prövningar. 
Hartset påverkar inte obruten hud, men kan absorberas från en rå yta, och kan då orsaka irritation. När det tas internt är det både en sekretorisk och en utsöndrande cholagogue, men så irriterande och kraftfull att det i allmänhet inte är önskvärt. Det används till stor del i patentskyddade läkemedel, vanligtvis som en tillsats till aloe.

## Toxicitet
I toxiska doser orsakar podofyllin intensiv enterit, med alla dess karakteristiska symptom och allvarlig depression, vilket kan vara dödligt. Behandlingen är symptomatisk, det finns inget specifikt motmedel.
Även om podofyllinharts används lokalt, kan det systematiskt absorberas i kroppen, och dödliga och nästan dödliga reaktioner har rapporterats, i synnerhet när det används i stor utsträckning eller på slemhinnor. Varken podofyllinharts eller podofiloxlotion eller -gel används under graviditet eftersom dessa läkemedel kan vara skadligt för fostret. De vanligaste biverkningarna i närheten av applikationsstället är hudreaktioner, inklusive brännande, rodnad, smärta, klåda och svullnad. Det finns även en viss oro för mutagenicitet av några av flavonoiderna i podofyllin. 